# スラヴ学
スラヴ学（スラヴがく、Slavic studies）は、スラヴ諸民族の言語や歴史、文化などを研究する学問である。北米では、スラヴ学はロシア学によって支配されている。このスラヴ学は、第二次世界大戦の頃から1990年代にかけて繁栄した。

## 歴史
スラヴ学は、18世紀後半から19世紀初頭頃に始まったとされる。同時にスラヴの様々な国々の間で国家が復活し、汎スラヴ主義運動に代表されるスラヴ共同体の常識を確立しようとするイデオロギー的な試みが行われた。この用語を最初に使用した学者として、ヨゼフ・ドブロフスキーがいる。
スラヴ学の歴史は一般的に3期に分かれる。 1876年まで、初期のスラヴ主義者は、スラヴ語の記念碑の文書化と印刷に集中していた。その中には、各国の言語で書かれた文字が含まれた。この時点で、スラヴ語の大部分は、最初の現代の辞書、文法、および大要を獲得した。第2期には、第一次世界大戦後、スラヴの文献学や言語学などの急速な発展が起きた。
第一次世界大戦後、スラヴ学は方言学を焦点としたが、科学はスラヴの人口が多い国で発展し続けた。第二次世界大戦後、スラヴ学の基礎が成立し、世界中の様々な大学で、他の人文科学や社会科学の分野に含まれるようになった。

## 下位分野
- 東スラヴ学
  - ベラルーシ学
  - ロシア学
  - ルシン学
  - ウクライナ学（英語版）
- 南スラヴ学
  - ボシュニャク学
  - ブルガリア学
  - クロアチア学（英語版）
  - マケドニア学
  - モンテネグロ学
  - セルビア学（英語版）
  - スロベニア学
  - ユーゴスラビア学（英語版）
- 西スラヴ学
  - チェコ学
  - カシューブ学
  - ポーランド学
  - ソルブ学